# Sonic 3D Blast
Sonic 3D Blast (titel för Nordamerika), Sonic 3D: Flickies' Island (i Europa och Japan) är ett isometriskt plattformsspel i Sonic the Hedgehog (spelserie) serien. Spelet utvecklades av Traveller's Tales i Storbritannien och publicerades av Sega. Spelet var det sista i serien som utvecklades för Sega Mega Drive/Genesis. Spelet portades senare till Sega Saturn och PC.
Grafiken består av 3D renderade sprites.
Dr. Robotnik har tänkt kapsla in Flickyfåglarna i robotar för att de har förmågan att warpa mellan olika dimensioner. Under tiden reser Sonic till just Flicky Island, där fåglarna bor, för att hälsa på några vänner, men allt han ser är robotar (Badniks). Sonic kommer underfund med Dr. Robotniks plan senare i spelet och stoppar honom.